# Anthony Swolfs
Anthony Swolfs (25 november 1997) is een Belgisch voormalig doelman die in 2021 stopte met voetballen.

## Carrière
Swolfs werd in februari 2015 door KV Mechelen weggeplukt bij de jeugdreeksen van Club Brugge. Swolfs kwam in de pikorde achter Jean-François Gillet, Colin Coosemans en Anthony Moris te staan. Officiële speelminuten in het eerste elftal van KV Mechelen kwamen er niet, maar Swolfs maakte indruk bij de beloften en versierde zo een transfer naar KAA Gent. De Gentenaars haalden Swolfs in januari 2018 naar de Ghelamco Arena. Daar werd hij derde doelman na Lovre Kalinić en Yannick Thoelen.
Om Swolfs ervaring te laten opdoen, leende Gent hem in de zomer van 2018 uit aan Waasland-Beveren. Ook hier was hij echter de doublure van Davy Roef en Kevin Debaty. Pas op 11 mei 2019 maakte hij er zijn debuut in Eerste klasse, toen trainer Adnan Čustović hem opstelde in de Play-off 2-wedstrijd tegen Cercle Brugge. Swolfs slikte slechts één doelpunt en hielp Waasland-Beveren zo mee aan een 2-1-zege. Ook op de slotspeeldag van het seizoen mocht hij in doel postvatten, ditmaal tegen Royal Excel Moeskroen (2-4-zege).
Op 31 mei 2019 maakte Telstar dat het Swolfs transfervrij overnam van AA Gent. Swolfs ondertekende een contract voor één seizoen met de optie voor een extra jaar bij de Nederlandse club. Hij werd er meteen eerste doelman. Een jaar later maakte hij de overstap naar reeksgenoot FC Dordrecht. Ook daar werd hij meteen eerste doelman. In januari 2021 stopte hij echter op 23-jarige leeftijd met voetballen omdat hij zijn activiteiten als financieel adviseur niet langer kon combineren met zijn voetbalcarrière.

## Clubstatistieken
| Seizoen         | Club               | Land               | Competitie              | Competitie | Competitie | Beker | Beker | Supercup | Supercup | Europees | Europees | Totaal | Totaal |
| Seizoen         | Club               | Land               | Competitie              | Wed.       | Dlp.       | Wed.  | Dlp.  | Wed.     | Dlp.     | Wed.     | Dlp.     | Wed.   | Dlp.   |
| --------------- | ------------------ | ------------------ | ----------------------- | ---------- | ---------- | ----- | ----- | -------- | -------- | -------- | -------- | ------ | ------ |
| 2016/17         | KV Mechelen        | Vlag van België    | Jupiler Pro League      | 0          | 0          | 0     | 0     | —        | —        | —        | —        | 0      | 0      |
| 2017/18         | KV Mechelen        | Vlag van België    | Jupiler Pro League      | 0          | 0          | 0     | 0     | —        | —        | —        | —        | 0      | 0      |
| 2017/18         | KAA Gent           | Vlag van België    | Jupiler Pro League      | 0          | 0          | 0     | 0     | —        | —        | —        | —        | 0      | 0      |
| 2018/19         | → Waasland-Beveren | Vlag van België    | Jupiler Pro League      | 2          | 0          | 0     | 0     | —        | —        | —        | —        | 2      | 0      |
| 2019/20         | Telstar            | Vlag van Nederland | Keuken Kampioen Divisie | 19         | 0          | 1     | 0     | —        | —        | —        | —        | 20     | 0      |
| 2020/21         | FC Dordrecht       | Vlag van Nederland | Keuken Kampioen Divisie | 20         | 1          | 0     | 0     | —        | —        | —        | —        | 21     | 0      |
| Carrière totaal | Carrière totaal    | Carrière totaal    | Carrière totaal         | 41         | 0          | 2     | 0     | 0        | 0        | 0        | 0        | 43     | 0      |

Bijgewerkt t/m 16 januari 2021